# Bouzigues
Cet article possède un paronyme, voir Bouzic.
Bouzigues [bu.zi.gə], en occitan Bosigas [bu.'zi.ɣɔs], est une commune française située dans le sud-est du département de l'Hérault, en région Occitanie. Elle appartient à la communauté d'agglomération Sète Agglopôle Méditerranée.
Exposée à un climat méditerranéen, elle est drainée par divers petits cours d'eau. La commune possède un patrimoine naturel remarquable : deux sites Natura 2000 (les « herbiers de l'étang de Thau » et l'« étang de Thau et lido de Sète à Agde ») et deux zones naturelles d'intérêt écologique, faunistique et floristique.
Bouzigues est une commune urbaine et littorale qui compte 1 613 habitants en 2022, après avoir connu une forte hausse de la population depuis 1962. Elle fait partie de l'aire d'attraction de Montpellier. Ses habitants sont appelés les Bouzigauds et Bouzigaudes.

## Géographie
Commune située sur la rive nord du Bassin de Thau, dans l'Hérault, lié à la Méditerranée occidentale par les canaux de Sète et de Marseillan.

### Communes limitrophes et proches
| Villeveyrac (7.39 / 10,84 km) Saint-Pargoire (14.34 / 24,11 km) St-Pons-de-Mauchiens (13.85 / 21,97 km) Montagnac (14.65 / 17,25 km) | Causse-de-la-Selle (39.88 / 73,83 km) La Boissière (24.17 / 44,82 km) | Poussan (4.76 / 6,56 km) Gigean (7.34 / 8,58 km) (étang de Thau) Balaruc-le-Vieux (2.57 / 6,18 km) |
| Loupian (3.57 / 4,33 km) | Bouzigues                                                             | Balaruc-les-Bains (1.69 / 8,28 km)                                                                 |
| (étang de Thau) Mèze (5.43 / 6,15 km) Marseillan (14.55 / 18,73 km) Marseillan-Plage (16.75 / 24,85 km)                              | (étang de Thau) Sète (Plage de la Fontaine) (6.13 / 17,13 km)         | Sète (5.76 / 14,89 km)                                                                             |

### Climat
Pour des articles plus généraux, voir Climat de l'Occitanie et Climat de l'Hérault.
En 2010, le climat de la commune est de type climat méditerranéen franc, selon une étude s'appuyant sur une série de données couvrant la période 1971-2000. En 2020, Météo-France publie une typologie des climats de la France métropolitaine dans laquelle la commune est exposée à un climat méditerranéen et est dans la région climatique  Provence, Languedoc-Roussillon, caractérisée par une pluviométrie faible en été, un très bon ensoleillement (2 600 h/an), un été chaud (21,5 °C), un air très sec en été, sec en toutes saisons, des vents forts (fréquence de 40 à 50 % de vents > 5 m/s) et peu de brouillards.
Pour la période 1971-2000, la température annuelle moyenne est de 15 °C, avec une amplitude thermique annuelle de 15,9 °C. Le cumul annuel moyen de précipitations est de 646 mm, avec 5,6 jours de précipitations en janvier et 2,5 jours en juillet. Pour la période 1991-2020, la température moyenne annuelle observée sur la station météorologique la plus proche, située sur la commune de Sète à 6 km à vol d'oiseau, est de 15,9 °C et le cumul annuel moyen de précipitations est de 543,4 mm,. Pour l'avenir, les paramètres climatiques de la commune estimés pour 2050 selon différents scénarios d’émission de gaz à effet de serre sont consultables sur un site dédié publié par Météo-France en novembre 2022.

### Milieux naturels et biodiversité

#### Réseau Natura 2000

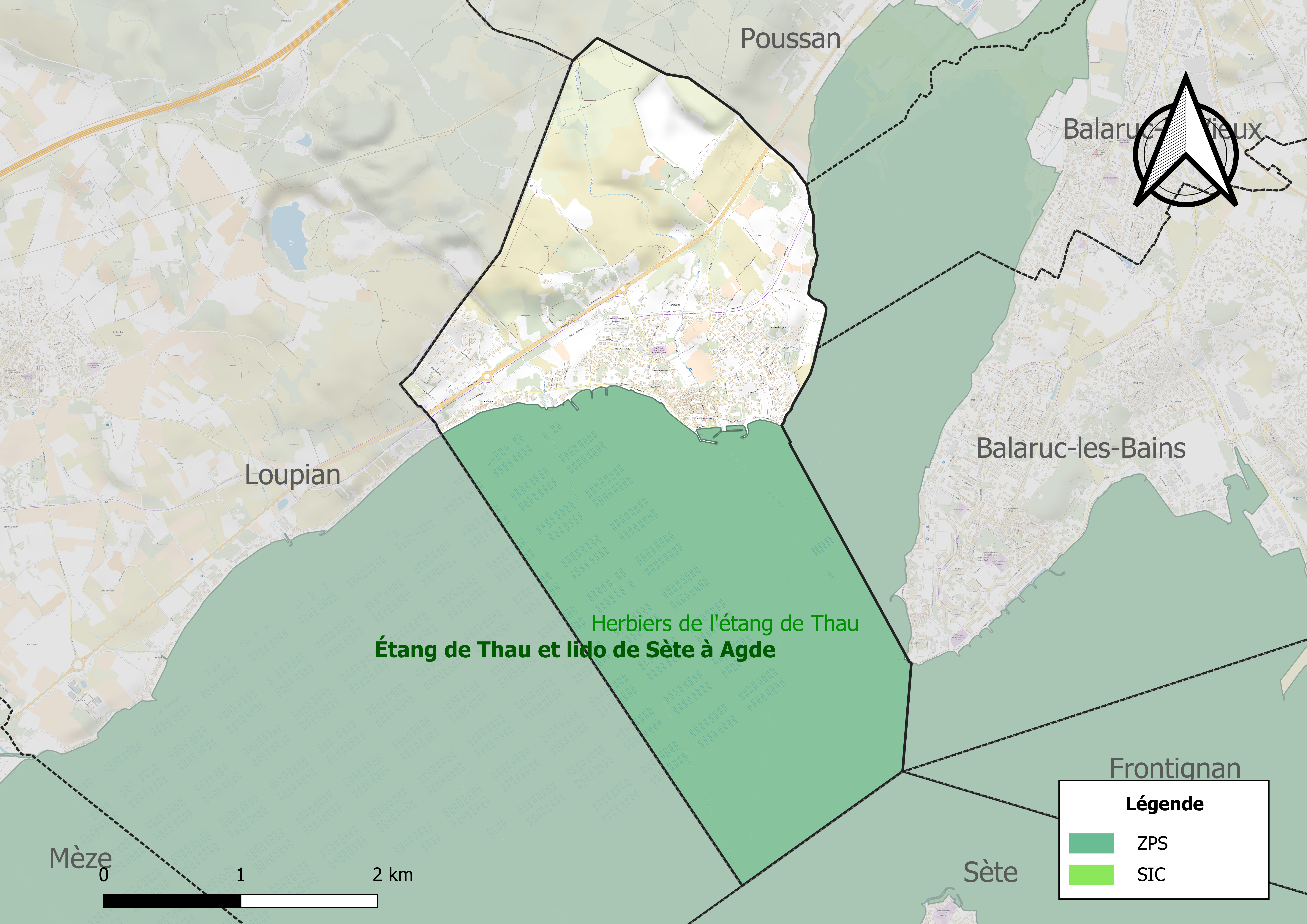
Site Natura 2000 sur le territoire communal.

Le réseau Natura 2000 est un réseau écologique européen de sites naturels d'intérêt écologique élaboré à partir des directives habitats et oiseaux, constitué de zones spéciales de conservation (ZSC) et de zones de protection spéciale (ZPS).
Un site Natura 2000 a été défini sur la commune au titre de la directive habitats : les « herbiers de l'étang de Thau », d'une superficie de 8 320 ha, abritant de très vastes herbiers de zostères (Zostera marina et Zostera noltii) en très bon état de conservation
et un au titre de la directive oiseaux : la ZPS de l'« étang de Thau et lido de Sète à Agde », d'une superficie de 7 770 harépartis sur les mêmes dix communes de la ZNIEFF de l'étang de Thau. Ce site comprend l'étang de Thau (le plus grand des étangs languedociens avec 19,5 km en plus grande longueur) et une partie du cordon dunaire qui le sépare de la mer Méditerranée, le tout présentant une très grande diversité d'habitats (sansouire, prés humides, marais salants, boisements, étendue d'eau saumâtre, vasière, roselière, herbiers et anciens salins). Les salins et les zones humides au nord de l'étang accueillent une riche variété d'oiseaux migrateurs et nicheurs. L'étang est un site classé d'importance internationale pour le flamant rose ; c'est également une zone d'hivernage pour le grèbe à cou noir, il abrite une colonie de sternes naines, et les lagunes et salins attirent la mouette mélanocéphale. Les steppes à salicornes y sont fréquentées par le pipit rousseline. Les buttes des tables salantes sont des lieux privilégiés pour la nidification des laro-limicoles (voir Charadriiformes).

#### Zones naturelles d'intérêt écologique, faunistique et floristique
L’inventaire des zones naturelles d'intérêt écologique, faunistique et floristique (ZNIEFF) a pour objectif de réaliser une couverture des zones les plus intéressantes sur le plan écologique, essentiellement dans la perspective d’améliorer la connaissance du patrimoine naturel national et de fournir aux différents décideurs un outil d’aide à la prise en compte de l’environnement dans l’aménagement du territoire.
Une ZNIEFF de type 1 est recensée sur la commune :
l'« étang de Thau » (6 790 ha), couvrant 8 communes du département
et une ZNIEFF de type 2, : 
le « complexe paludo-laguno-dunaire de Bagnas et de Thau » (9 072 ha), couvrant 10 communes du département.

Carte des ZNIEFF de type 1 et 2 à Bouzigues.
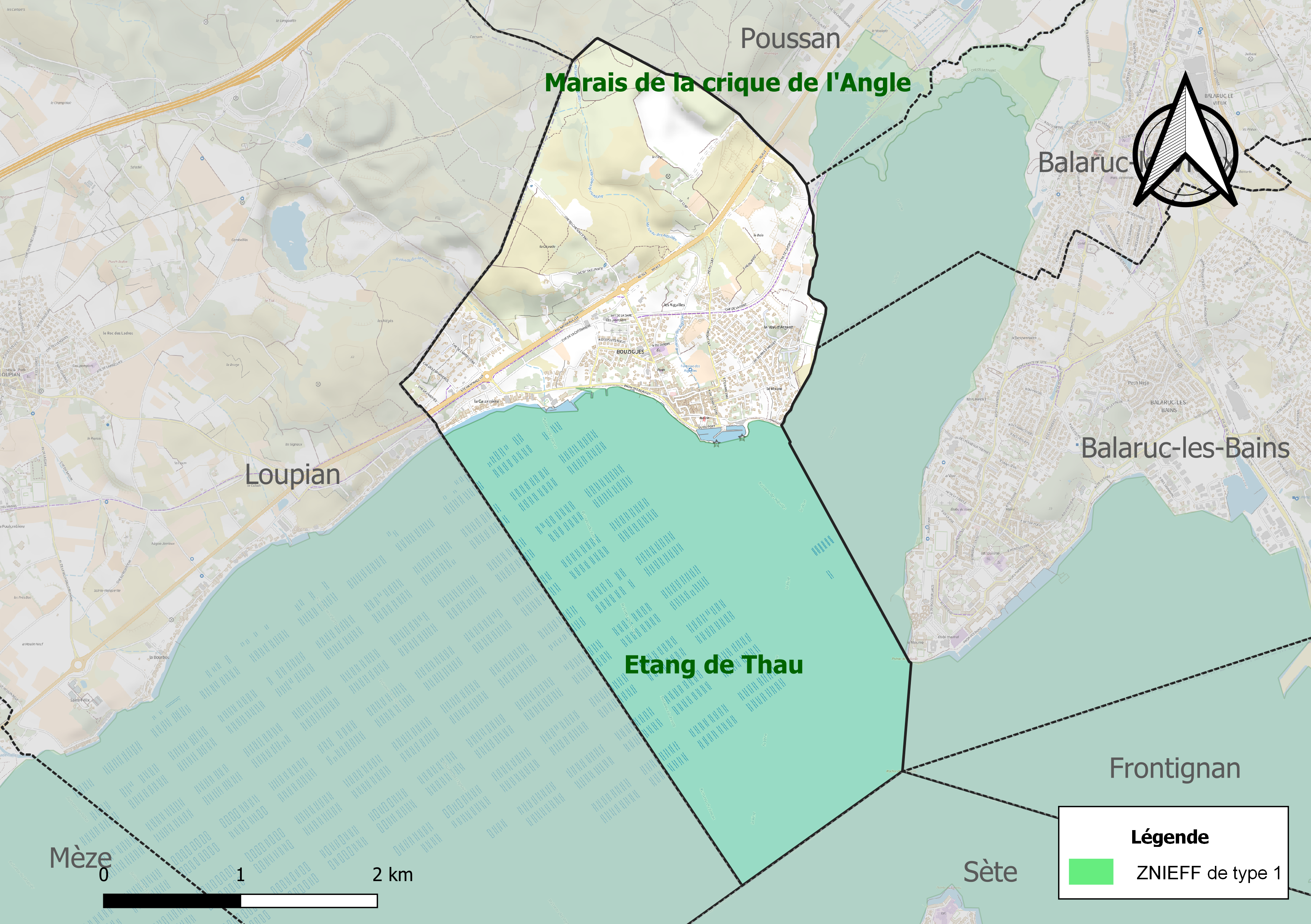
Carte de la ZNIEFF de type 1 sur la commune.
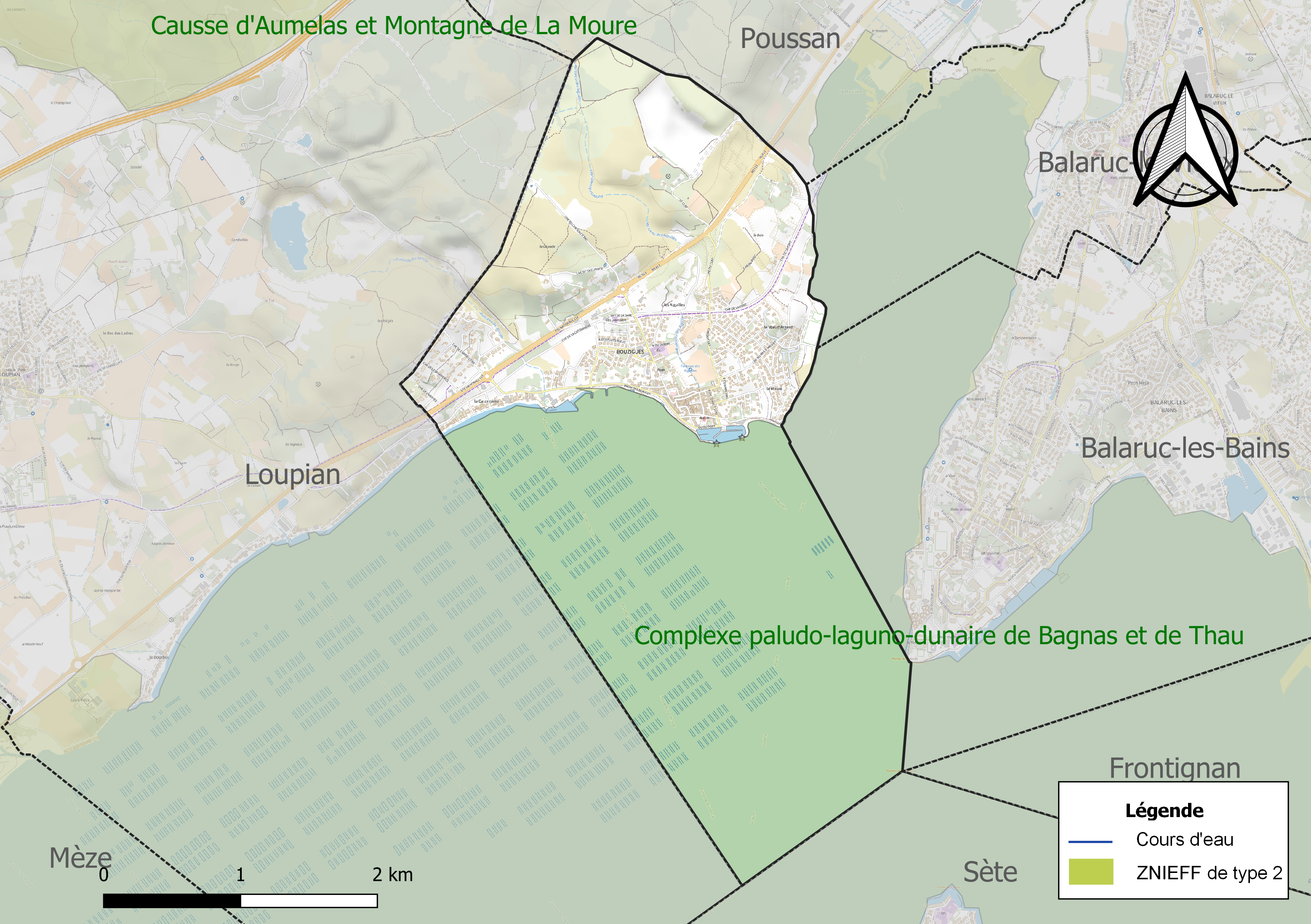
Carte de la ZNIEFF de type 2 sur la commune.

## Urbanisme

### Typologie
Au 1er janvier 2024, Bouzigues est catégorisée ceinture urbaine, selon la nouvelle grille communale de densité à sept niveaux définie par l'Insee en 2022.
Elle est située hors unité urbaine. Par ailleurs la commune fait partie de l'aire d'attraction de Montpellier, dont elle est une commune de la couronne,. Cette aire, qui regroupe 161 communes, est catégorisée dans les aires de 700 000 habitants ou plus (hors Paris),.
La commune, bordée par la mer Méditerranée, est également une commune littorale au sens de la loi du 3 janvier 1986, dite loi littoral. Des dispositions spécifiques d’urbanisme s’y appliquent dès lors afin de préserver les espaces naturels, les sites, les paysages et l’équilibre écologique du littoral, tel le principe d'inconstructibilité, en dehors des espaces urbanisés, sur la bande littorale des 100 mètres, ou plus si le plan local d’urbanisme le prévoit.

### Occupation des sols
L'occupation des sols de la commune, telle qu'elle ressort de la base de données européenne d’occupation biophysique des sols Corine Land Cover (CLC), est marquée par l'importance des territoires artificialisés (17,8 % en 2018), en augmentation par rapport à 1990 (0 %). La répartition détaillée en 2018 est la suivante : 
eaux maritimes (56,1 %), zones urbanisées (17,8 %), milieux à végétation arbustive et/ou herbacée (15 %), zones agricoles hétérogènes (11 %), cultures permanentes (0,1 %). L'évolution de l’occupation des sols de la commune et de ses infrastructures peut être observée sur les différentes représentations cartographiques du territoire : la carte de Cassini (XVIIIe siècle), la carte d'état-major (1820-1866) et les cartes ou photos aériennes de l'IGN pour la période actuelle (1950 à aujourd'hui).

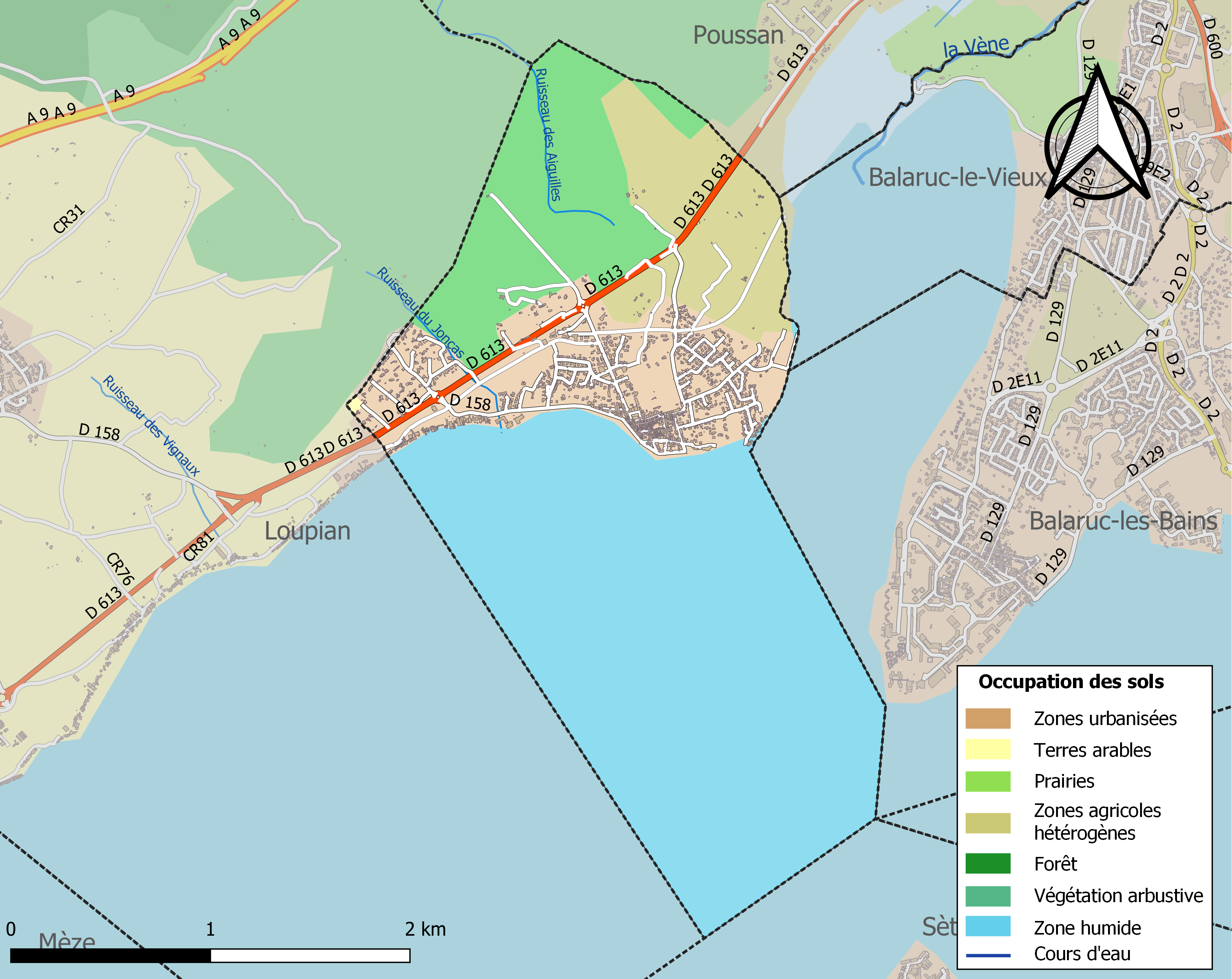
Carte des infrastructures et de l'occupation des sols de la commune en 2018 (CLC).

### Risques majeurs
Le territoire de la commune de Bouzigues est vulnérable à différents aléas naturels : météorologiques (tempête, orage, neige, grand froid, canicule ou sécheresse), inondations, feux de forêts et séisme (sismicité faible). Il est également exposé à un risque technologique,  le transport de matières dangereuses. Un site publié par le BRGM permet d'évaluer simplement et rapidement les risques d'un bien localisé soit par son adresse soit par le numéro de sa parcelle.

#### Risques naturels
Certaines parties du territoire communal sont susceptibles d’être affectées par le risque d’inondation par débordement de cours d'eau, notamment la Vène. La commune a été reconnue en état de catastrophe naturelle au titre des dommages causés par les inondations et coulées de boue survenues en 1982, 1994, 1999, 2002, 2003 et 2019,.
Bouzigues est exposée au risque de feu de forêt. Un plan départemental de protection des forêts contre les incendies (PDPFCI) a été approuvé en juin 2013 et court jusqu'en 2022, où il doit être renouvelé. Les mesures individuelles de prévention contre les incendies sont précisées par deux arrêtés préfectoraux et s’appliquent dans les zones exposées aux incendies de forêt et à moins de 200 mètres de celles-ci. L’arrêté du 25 avril 2002 réglemente l'emploi du feu en interdisant notamment d’apporter du feu, de fumer et de jeter des mégots de cigarette dans les espaces sensibles et sur les voies qui les traversent sous peine de sanctions. L'arrêté du 11 mars 2013 rend le débroussaillement obligatoire, incombant au propriétaire ou ayant droit,.

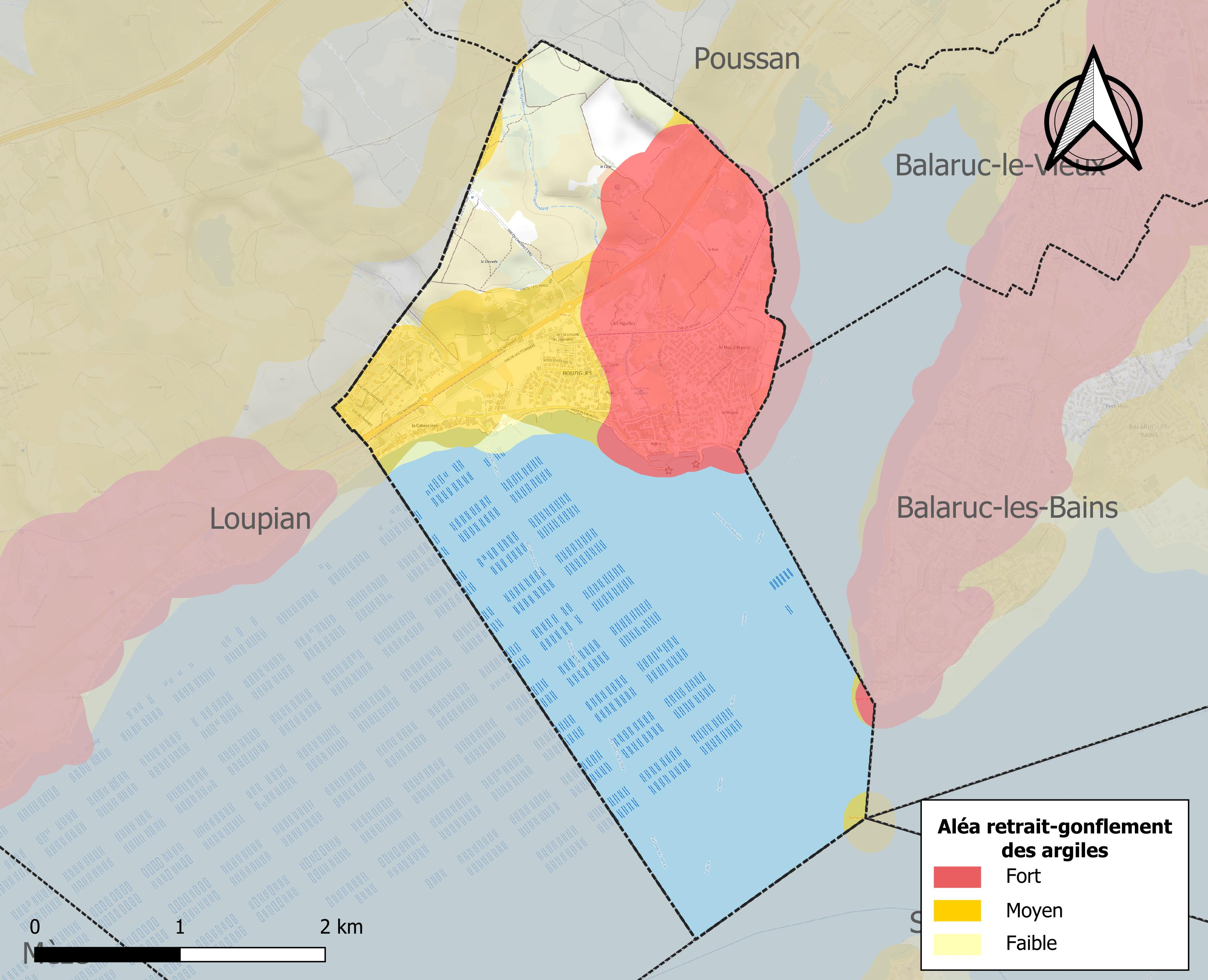
Carte des zones d'aléa retrait-gonflement des sols argileux de Bouzigues.

Le retrait-gonflement des sols argileux est susceptible d'engendrer des dommages importants aux bâtiments en cas d’alternance de périodes de sécheresse et de pluie. 34,9 % de la superficie communale est en aléa moyen ou fort (59,3 % au niveau départemental et 48,5 % au niveau national). Sur les 759 bâtiments dénombrés sur la commune en 2019, 758 sont en aléa moyen ou fort, soit 100 %, à comparer aux 85 % au niveau départemental et 54 % au niveau national. Une cartographie de l'exposition du territoire national au retrait gonflement des sols argileux est disponible sur le site du BRGM,.
Par ailleurs, afin de mieux appréhender le risque d’affaissement de terrain, l'inventaire national des cavités souterraines permet de localiser celles situées sur la commune.

#### Risques technologiques
Le risque de transport de matières dangereuses sur la commune est lié à sa traversée par des infrastructures routières ou ferroviaires importantes ou la présence d'une canalisation de transport d'hydrocarbures. Un accident se produisant sur de telles infrastructures est susceptible d’avoir des effets graves sur les biens, les personnes ou l'environnement, selon la nature du matériau transporté. Des dispositions d’urbanisme peuvent être préconisées en conséquence.

## Toponymie

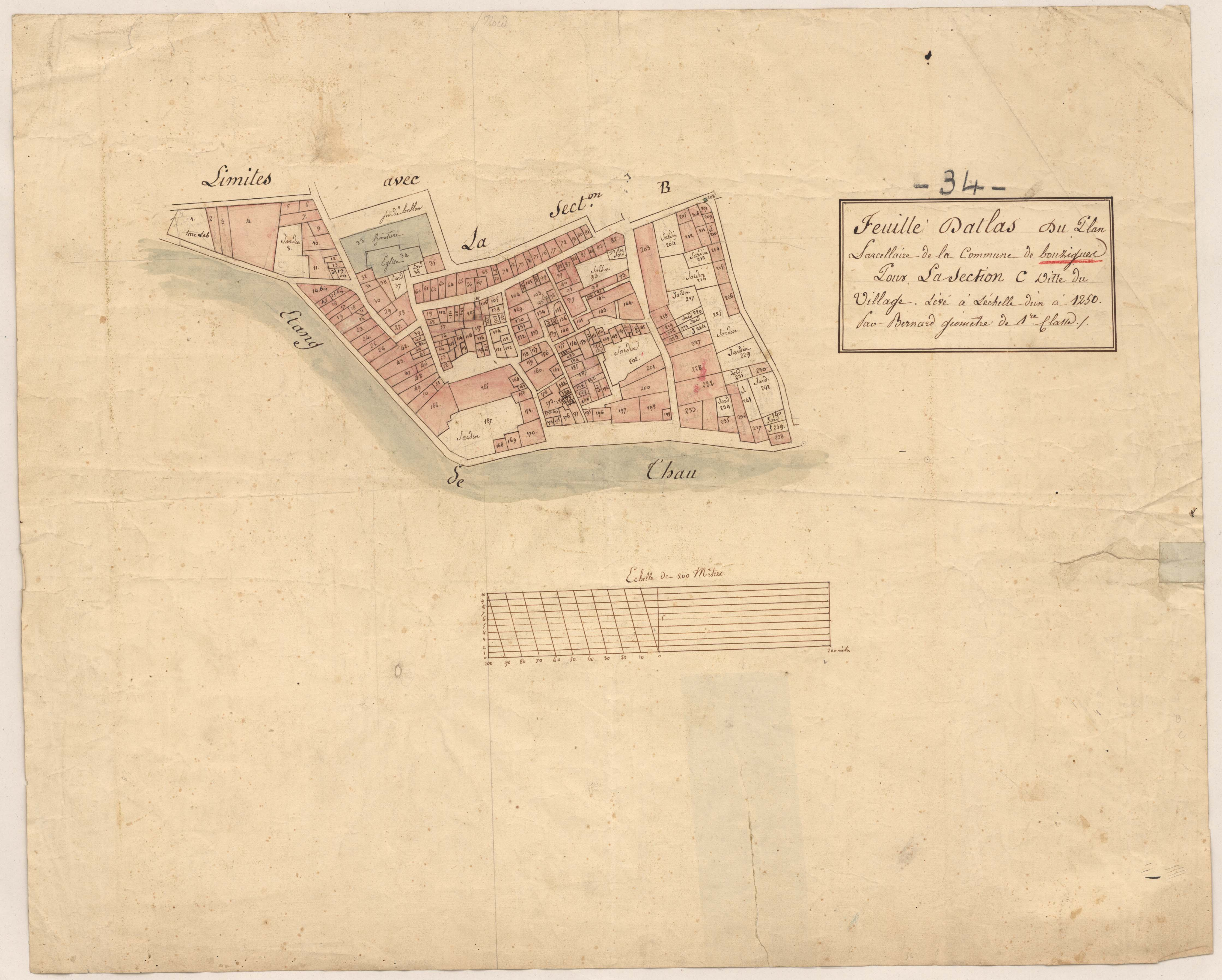
Plan cadastral de la section du village (1826).

La commune a été connue sous les variantes : « ecclesiam S. Jacobis de Bocigis » (1146, 1154), « forcia de Bozigis » (1219), « castrum de Bosigis » (1301).
Le nom de Bouzigues dérive de l'occitan bosiga qui désigne « une friche, un essart », terme qui dérive d'un mot d'origine gauloise bodica.

## Histoire
Habité au tout début par des pécheurs vivant de manière troglodytique dans les excavations de son rivage, ce village a ensuite été  agriculteur et s'est fait un renom dans la tonnellerie.
Au XVIIe siècle, Bouzigues était partagé entre deux seigneurs : l’évêque d’Agde pour la haute justice et la famille de Bouzigues (Branche : Bouziges, Bousiges, Bosiges et Bosicas) pour la moyenne et la basse justice.
Lors de la Révolution française, les citoyens de la commune se réunissent au sein de la société révolutionnaire, baptisée « société populaire républicaine » en l’an II.
Au début du XXe siècle, selon une méthode en suspension reprise par ailleurs, s'y est développé la culture des coquillages (huîtres et moules) distribués sous l'appellation Bouzigues.
Aujourd'hui encore cette culture reste l'élément moteur de l'économie à laquelle s'est lié le tourisme.

### Héraldique
| Blason | Blasonnement : Parti, au premier d'or, à une crosse épiscopale contournée de gueules issante de trois triangles ondées d'azur en pointe, au deuxième d'azur à une tour donjonnée de trois pièces d'argent maçonnée de sable et ouverte du champ. Commentaires : le blason a été élaboré en 2003 par Jean-Paul Fernon et Didier Catarina. Il évoque l'évêché d'Agde, la famille de Bouzigues, le soleil, l'étang de Thau et le vignoble. |

## Politique et administration

### Tendances politiques et résultats
| Scrutin             | Scrutin             | 1er tour | 1er tour | 1er tour | 1er tour | 1er tour   | 1er tour | 1er tour | 1er tour    | 1er tour | 1er tour | 1er tour   | 1er tour | 2d tour | 2d tour | 2d tour | 2d tour | 2d tour | 2d tour |
| Scrutin             | Scrutin             | 1er      | 1er      | %        | 2e       | 2e         | %        | 3e       | 3e          | %        | 4e       | 4e         | %        | 1er     | 1er     | %       | 2e      | 2e      | %       |
| ------------------- | ------------------- | -------- | -------- | -------- | -------- | ---------- | -------- | -------- | ----------- | -------- | -------- | ---------- | -------- | ------- | ------- | ------- | ------- | ------- | ------- |
| Présidentielle 2017 | Présidentielle 2017 |          | FN       | 32,07    |          | LR         | 22,44    |          | EM          | 19,86    |          | LFI        | 14,96    |         | FN      | 52,20   |         | EM      | 47,80   |
| Présidentielle 2022 | Présidentielle 2022 |          | RN       | 26,20    |          | LREM       | 24,74    |          | LFI         | 15,24    |          | REC        | 14,47    |         | RN      | 53,78   |         | LREM    | 46,22   |
| Législatives 2022   | 4e                  |          | RN       | 25,54    |          | LREM (ENS) | 23,37    |          | LFI (NUPES) | 17,12    |          | PS (diss.) | 9,51     |         | RN      | 62,82   |         | LFI     | 37,18   |
| Législatives 2024   | 4e                  |          | RN       | 50,38    |          | HOR (ENS)  | 26,72    |          | LFI (NFP)   | 19,44    |          | REC        | 2,01     |         | RN      | 65,74   |         | LFI     | 34,26   |

### Liste des maires
| Période      | Période       | Identité            | Étiquette | Qualité           |
| ------------ | ------------- | ------------------- | --------- | ----------------- |
| 1906         | 1919          | François Capestang  | DVD       |                   |
| 1919         | 1920          | Etienne Portes      | DVD       |                   |
| 1920         | 1929          | Médéric Viala       | DVD       |                   |
| 5 mai 1929   | 13 août 1941  | Albert Bigot        |           |                   |
| 1941         | 1945          | Guillaume Goudard   |           |                   |
| mai 1945     | 1953          | Louis Portes        |           |                   |
| 1953         | 1959          | Albert Bigot        |           |                   |
| 1959         | 1971          | Aimé Brel           |           |                   |
| 1971         | 1989          | Alexandre Musitelli | DVD       | Chef d’entreprise |
| 1989         | novembre 2009 | Louis Higounet      | DVD       |                   |
| janvier 2010 | juin 2020     | Éliane Rosay        | DVD       | Pharmacienne      |
| juin 2020    | En cours      | Cédric Raja         |           | Chef d'entreprise |

### Politique de développement durable
La commune a engagé une politique de développement durable en lançant une démarche d'Agenda 21 en 2002.

## Démographie
Au dernier recensement, la commune comptait 1613 habitants.
| 1793 | 1800 | 1806 | 1821  | 1831  | 1836  | 1841  | 1846  | 1851  |
| ---- | ---- | ---- | ----- | ----- | ----- | ----- | ----- | ----- |
| 805  | 835  | 824  | 1 140 | 1 238 | 1 272 | 1 290 | 1 342 | 1 373 |

| 1856  | 1861  | 1866  | 1872  | 1876  | 1881  | 1886  | 1891  | 1896  |
| ----- | ----- | ----- | ----- | ----- | ----- | ----- | ----- | ----- |
| 1 227 | 1 297 | 1 322 | 1 327 | 1 291 | 1 137 | 1 146 | 1 244 | 1 268 |

| 1901  | 1906  | 1911  | 1921  | 1926 | 1931 | 1936 | 1946 | 1954 |
| ----- | ----- | ----- | ----- | ---- | ---- | ---- | ---- | ---- |
| 1 200 | 1 173 | 1 183 | 1 071 | 989  | 850  | 822  | 624  | 747  |

| 1962 | 1968 | 1975 | 1982 | 1990 | 1999  | 2006  | 2007  | 2012  |
| ---- | ---- | ---- | ---- | ---- | ----- | ----- | ----- | ----- |
| 767  | 830  | 904  | 945  | 907  | 1 208 | 1 483 | 1 522 | 1 724 |

| 2017  | 2022  | - | - | - | - | - | - | - |
| ----- | ----- | - | - | - | - | - | - | - |
| 1 655 | 1 613 | - | - | - | - | - | - | - |

## Économie

### Revenus
En 2018, la commune compte 743 ménages fiscaux, regroupant 1 668 personnes. La médiane du revenu disponible par unité de consommation est de 22 690 € (20 330 € dans le département).

### Emploi
|                | 2008   | 2013   | 2018  |
| -------------- | ------ | ------ | ----- |
| Commune        | 9,5 %  | 9,7 %  | 9,4 % |
| Département    | 10,1 % | 11,9 % | 12 %  |
| France entière | 8,3 %  | 10 %   | 10 %  |

En 2018, la population âgée de 15 à 64 ans s'élève à 970 personnes, parmi lesquelles on compte 74,5 % d'actifs (65,1 % ayant un emploi et 9,4 % de chômeurs) et 25,5 % d'inactifs,. En  2018, le taux de chômage communal (au sens du recensement) des 15-64 ans est inférieur à celui de la France et du département, alors qu'en 2008 il était supérieur à celui de la France.
La commune fait partie de la couronne de l'aire d'attraction de Montpellier, du fait qu'au moins 15 % des actifs travaillent dans le pôle,. Elle compte 432 emplois en 2018, contre 396 en 2013 et 413 en 2008. Le nombre d'actifs ayant un emploi résidant dans la commune est de 646, soit un indicateur de concentration d'emploi de 66,8 % et un taux d'activité parmi les 15 ans ou plus de 51,8 %.
Sur ces 646 actifs de 15 ans ou plus ayant un emploi, 237 travaillent dans la commune, soit 37 % des habitants. Pour se rendre au travail, 80,4 % des habitants utilisent un véhicule personnel ou de fonction à quatre roues, 2,3 % les transports en commun, 12,9 % s'y rendent en deux-roues, à vélo ou à pied et 4,5 % n'ont pas besoin de transport (travail au domicile).

### Activités hors agriculture

#### Secteurs d'activités
189 établissements sont implantés  à Bouzigues au 31 décembre 2019. Le tableau ci-dessous en détaille le nombre par secteur d'activité et compare les ratios avec ceux du département,.
| Secteur d'activité                                                                                        | Commune | Commune | Département |
| Secteur d'activité                                                                                        | Nombre  | %       | %           |
| --- | ------- | ------- | ----------- |
| Ensemble                                                                                                  | 189     | 100 %   | (100 %)     |
| Industrie manufacturière, industries extractives et autres                                                | 9       | 4,8 %   | (6,7 %)     |
| Construction                                                                                              | 25      | 13,2 %  | (14,1 %)    |
| Commerce de gros et de détail, transports, hébergement et restauration                                    | 88      | 46,6 %  | (28 %)      |
| Information et communication                                                                              | 5       | 2,6 %   | (3,3 %)     |
| Activités financières et d'assurance                                                                      | 3       | 1,6 %   | (3,2 %)     |
| Activités immobilières                                                                                    | 11      | 5,8 %   | (5,3 %)     |
| Activités spécialisées, scientifiques et techniques et activités de services administratifs et de soutien | 21      | 11,1 %  | (17,1 %)    |
| Administration publique, enseignement, santé humaine et action sociale                                    | 17      | 9 %     | (14,2 %)    |
| Autres activités de services                                                                              | 10      | 5,3 %   | (8,1 %)     |

Le secteur du commerce de gros et de détail, des transports, de l'hébergement et de la restauration est prépondérant sur la commune puisqu'il représente 46,6 % du nombre total d'établissements de la commune (88 sur les 189 entreprises implantées  à Bouzigues), contre 28 % au niveau départemental.

#### Entreprises et commerces
Les cinq entreprises ayant leur siège social sur le territoire communal qui génèrent le plus de chiffre d'affaires en 2020 sont : 
- Faninter, affrètement et organisation des transports (2 015 k€) ;
- Terra Solis, promotion immobilière de logements (640 k€) ;
- SARL A La Voile Blanche, hôtels et hébergement similaire (621 k€) ;
- Produits Mer, commerce de gros (commerce interentreprises) de poissons, crustacés et mollusques (589 k€) ;
- SARL Menuiserie Bigot, travaux de menuiserie bois et PVC (450 k€).

### Agriculture
|               | 1988 | 2000 | 2010 | 2020 |
| ------------- | ---- | ---- | ---- | ---- |
| Exploitations | 56   | 5    | 2    | 3    |
| SAU (ha)      | 118  | 38   | nd   | 11   |

La commune est dans la « Plaine viticole », une petite région agricole occupant la bande côtière du département de l'Hérault. En 2020, l'orientation technico-économique de l'agriculture  sur la commune est la polyculture et/ou le polyélevage. Trois exploitations agricoles ayant leur siège dans la commune sont dénombrées lors du recensement agricole de 2020 (56 en 1988). La superficie agricole utilisée est de 11 ha,,.

## Culture locale et patrimoine

### Vie locale
Deux ethnologues ont montré que le village se répartit en deux groupes sociaux, d'un côté les viticulteurs, et de l'autre les « gens de l'étang » (pêcheurs, exploitants de parcs à huitres ou à moules). La division est aussi culturelle, par exemple deux fanfares se sont longtemps opposées l'une à l'autre, ou spatiale (les viticulteurs occupant le haut du village alors que les pêcheurs occupent le bas. Le jeu de boules des viticulteurs est sur la place de l'église, alors que celui des pêcheurs est sur le port.

### Lieux et monuments
- Musée de l'étang de Thau, qui permet de découvrir la culture des huîtres et des moules dans l'étang, ainsi que les activités de pêche et également le milieu naturel de l'étang de Thau. Le musée a ouvert ses portes le 21 octobre 1991.
- Église Saint-Jacques de Bouzigues.

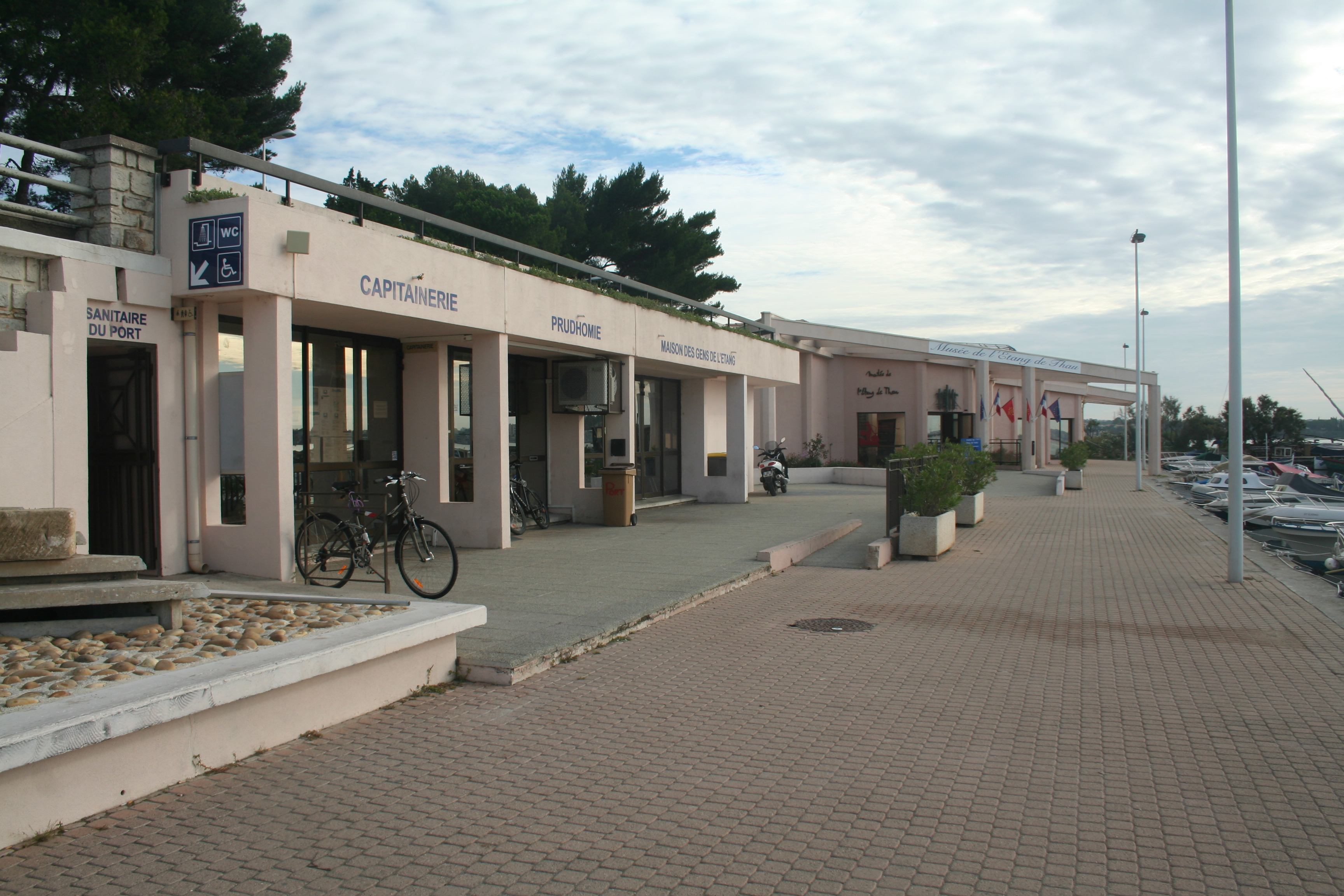
Vue du musée de l'étang de Thau.
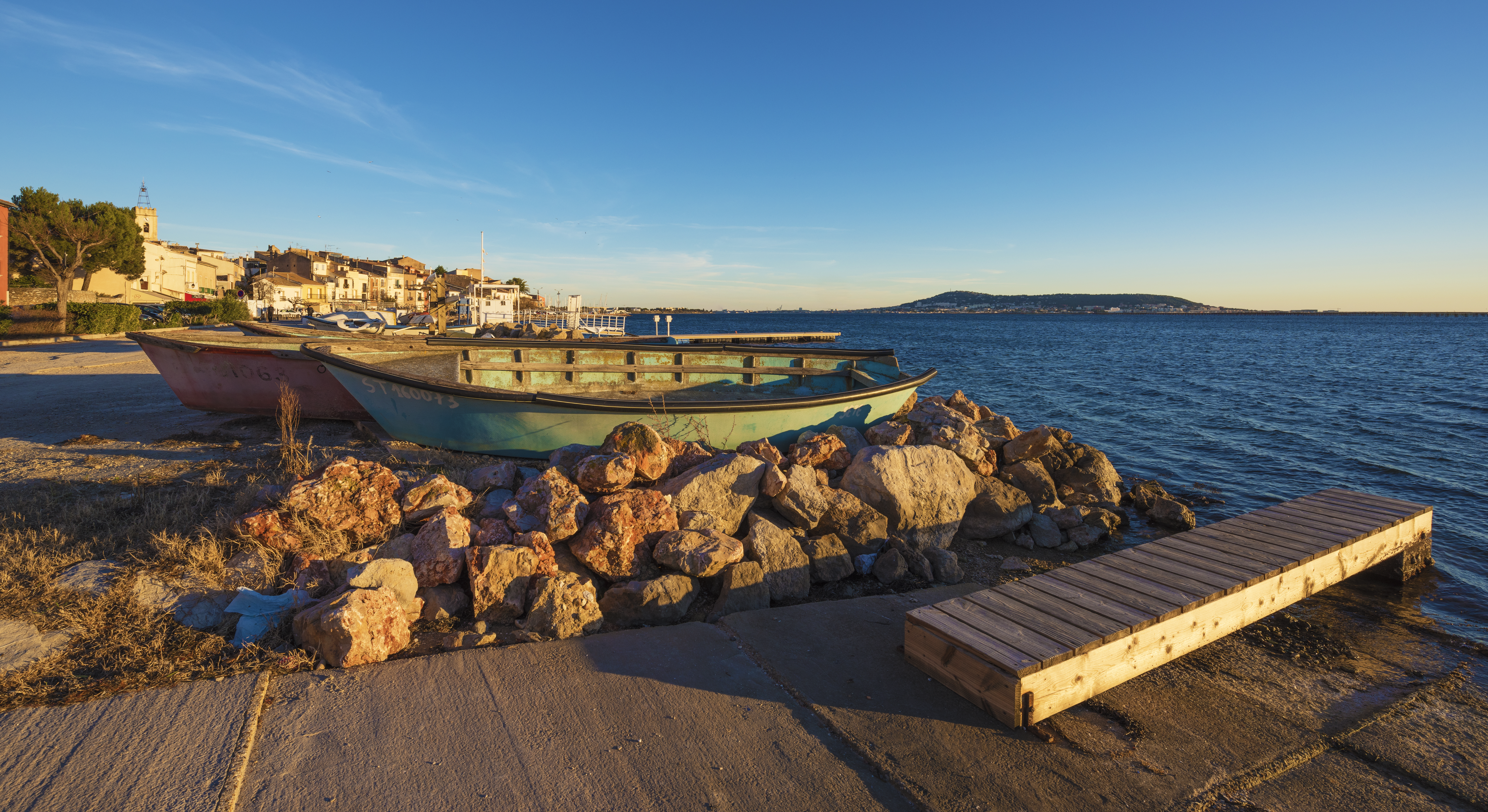
Vue du rivage de l'étang de Thau.
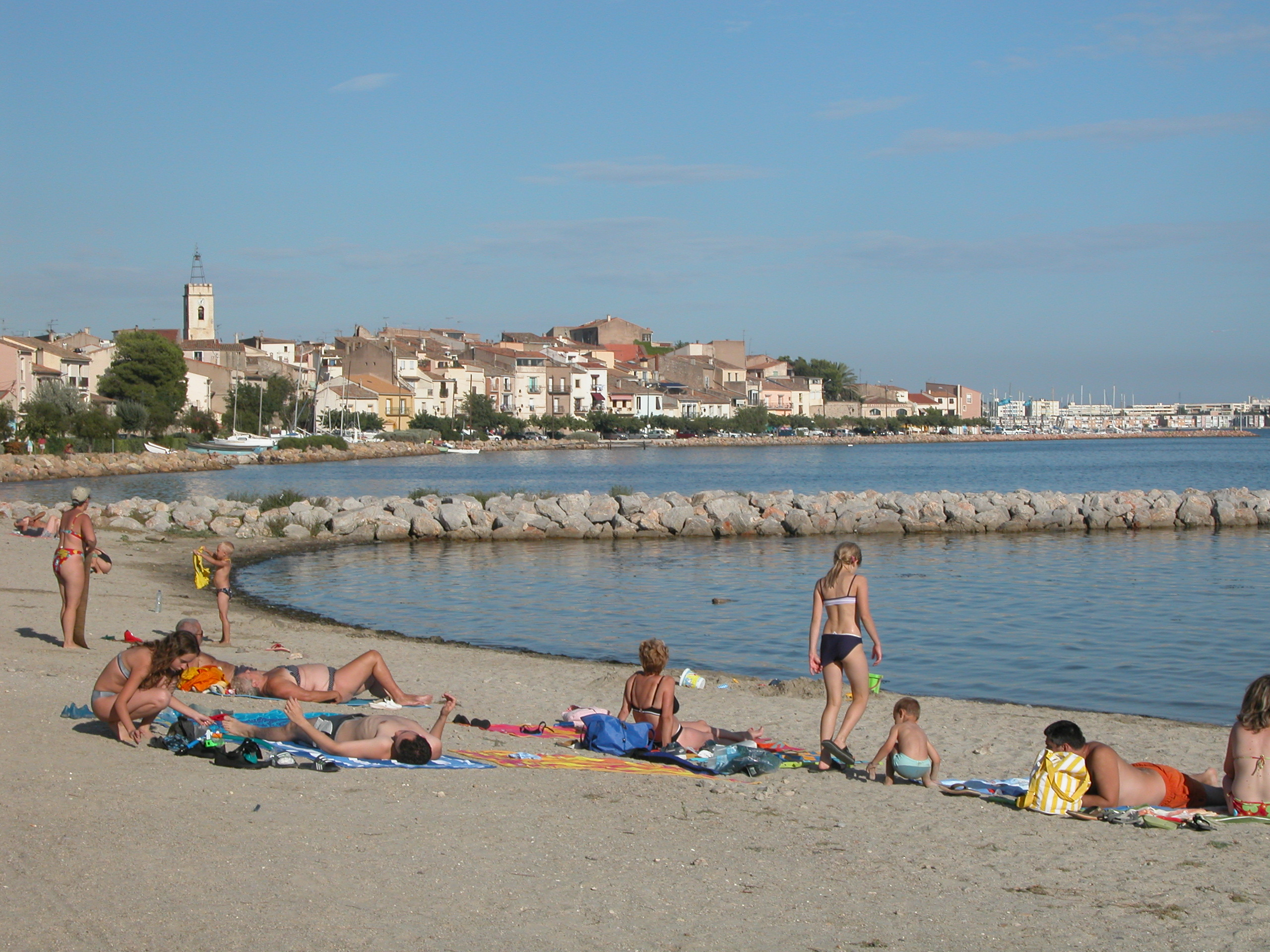
Vue de la plage de Bouzigues.
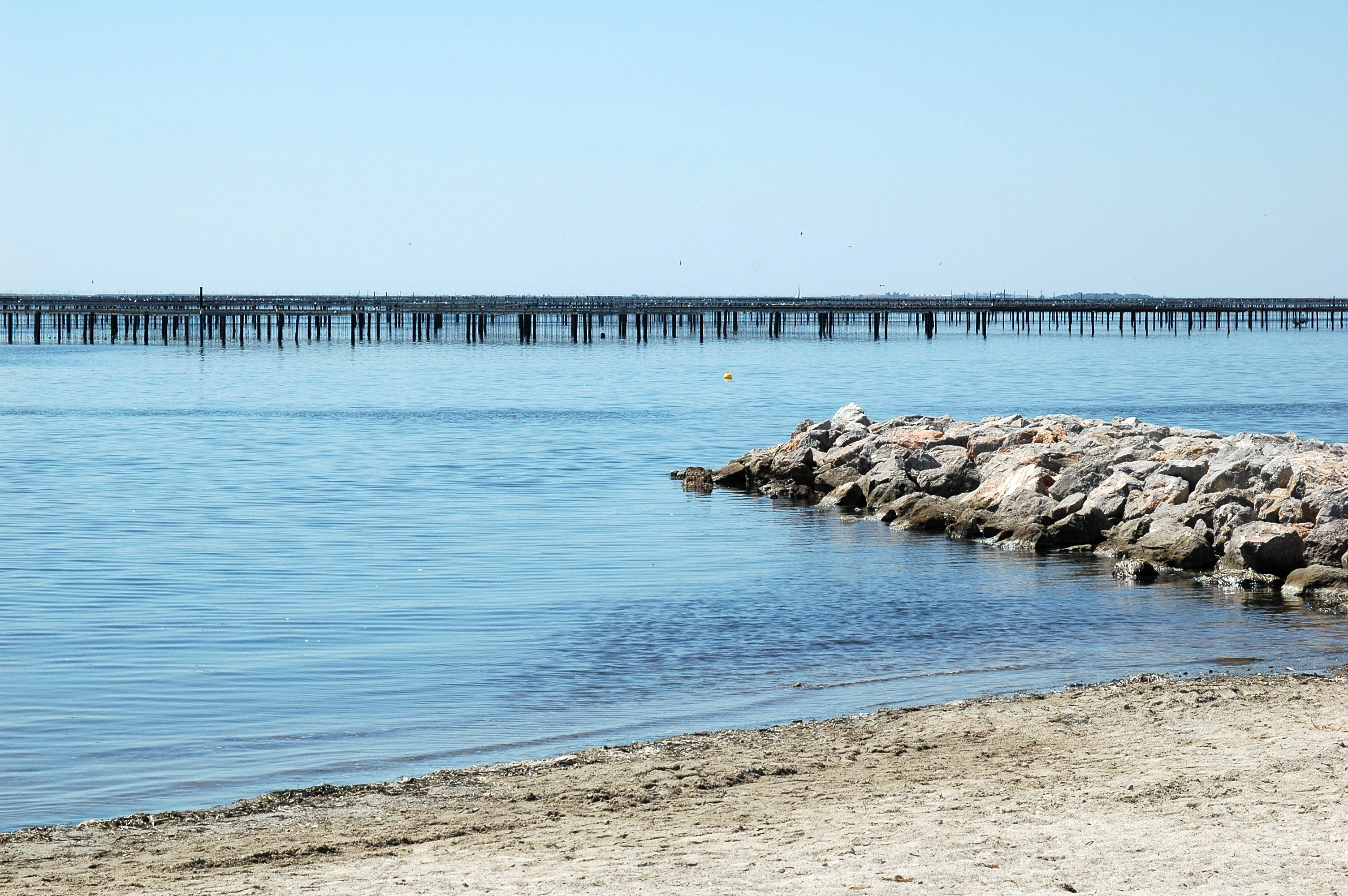
Vue des parcs à moules.
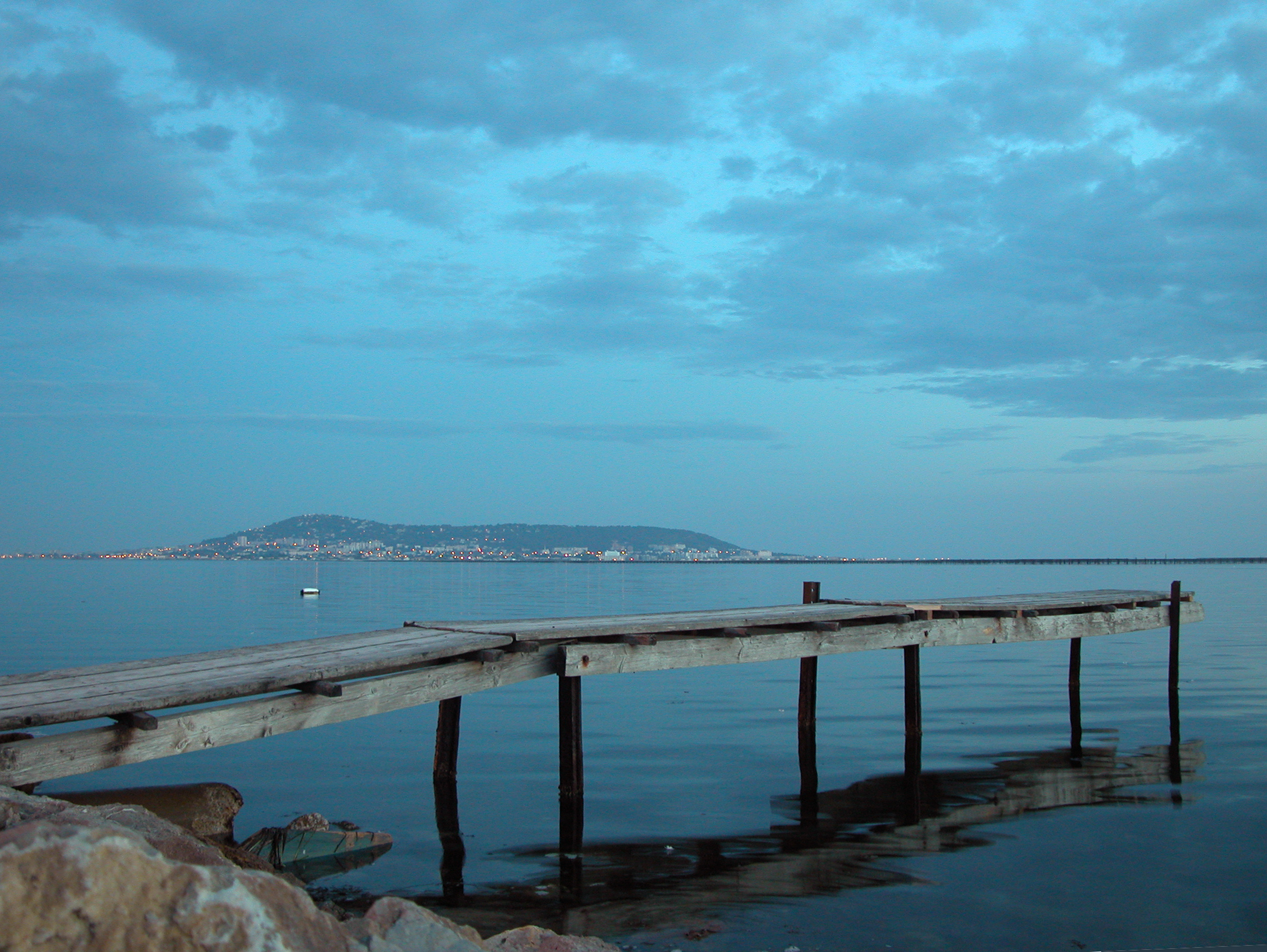
Vue depuis Bouzigues de l'étang de Thau et du mont Saint-Clair à Sète.
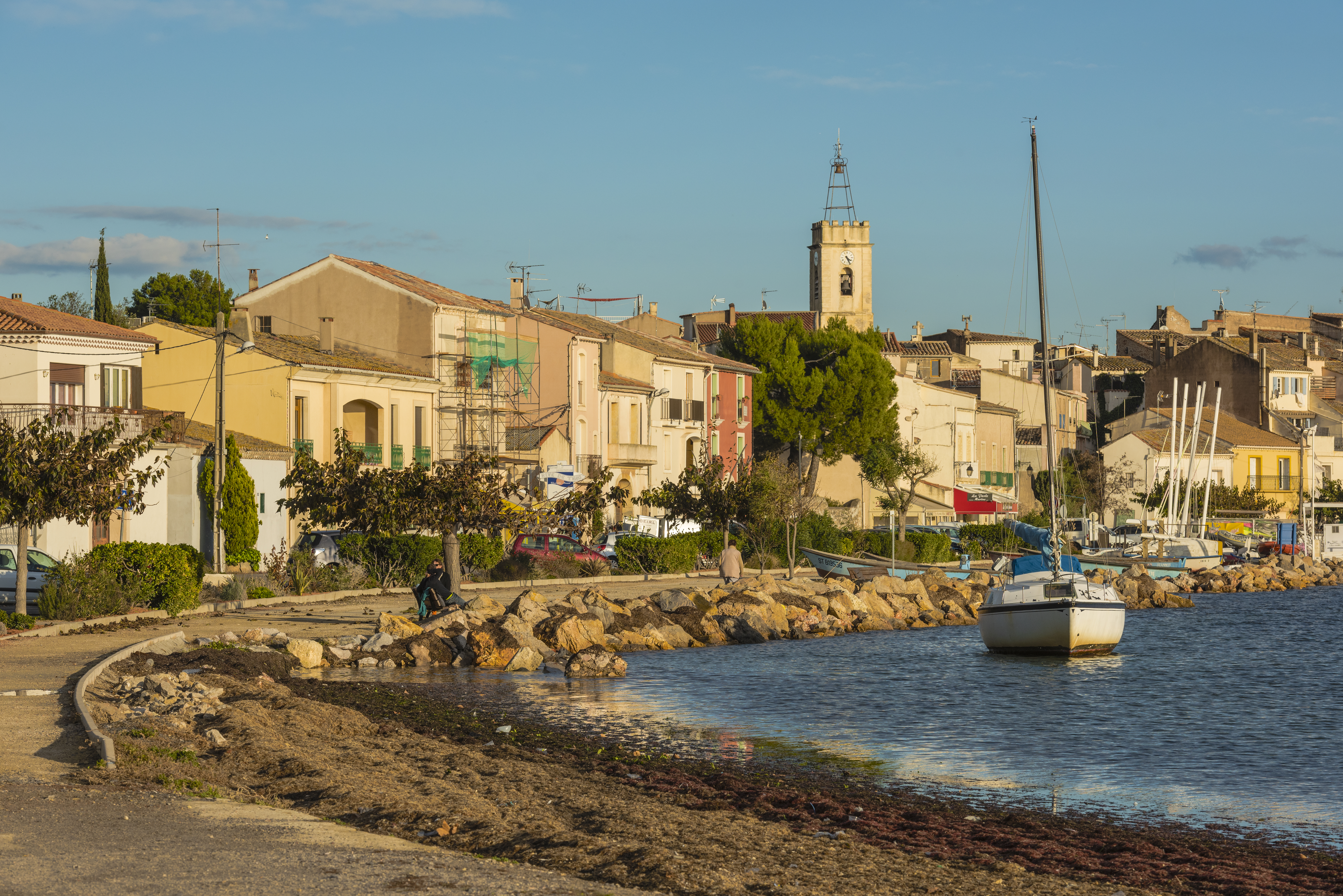
Aperçus du village et du clocher de l'église Saint-Jacques

### Personnalités liées à la commune
- Curd Ridel
- Sandrine Fricot
- Jack Goody (1919-2015), anthropologue britannique.
- Fabien Izoird, avec 6 titres français, 2 titres européens et 2 titres Arenacross[44], il est l'un des pilotes les plus titrés du Supercross tricolore.
- Loris Chavanette (Né en 1981), Écrivain et Historien .

### Fonds d'archives
- Fonds : Archives communales de Bouzigues (1606-1946) [7,05 ml].  Cote : 39 EDT. Montpellier : Archives départementales de l'Hérault (présentation en ligne).